# Raymond Gunemba
Raymond Gunemba (Lae, 10 dicembre 1989) è un calciatore papuano, di ruolo attaccante del Lautoka e della Nazionale papuana.

## Carriera

### Club
Ha giocato nella massima serie del campionato papuano con Rapatona Tigers ed Hekari United.
In carriera ha totalizzato complessivamente 30 presenze e 16 reti nella OFC Champions League.

### Nazionale
Con la nazionale papuana ha preso parte a 3 partite di qualificazione ai Mondiali 2014.
È stato il capocannoniere della Coppa delle nazioni oceaniane 2016 segnando 5 gol.

## Palmarès

### Club
- Campionato di calcio della Papua Nuova Guinea: 3

Hekari United: 2011-2012, 2013, 2014

### Individuale
- Capocannoniere della Coppa delle nazioni oceaniane: 1

2016 (5 gol)
- Squadra maschile OFC del decennio 2011-2020 IFFHS: 1

2020